# Havāvarjān
Havāvarjān (persiska: هرابرجان, Harābarjān, هواورجان, هراورجان) är en ort i Iran.   Den ligger i provinsen Yazd, i den centrala delen av landet, 700 km söder om huvudstaden Teheran. Havāvarjān ligger 1 565 meter över havet och antalet invånare är 563.
Terrängen runt Havāvarjān är huvudsakligen platt, men åt sydväst är den kuperad. Terrängen runt Havāvarjān sluttar brant österut.Runt Havāvarjān är det glesbefolkat, med 8 invånare per kvadratkilometer. Närmaste större samhälle är Marvast, 18,1 km norr om Havāvarjān. Trakten runt Havāvarjān är ofruktbar med lite eller ingen växtlighet.